# لپاسر
لپاسر، روستایی از توابع بخش مرکزی شهرستان تنکابن در استان مازندران ایران است.این روستا در مناطق پست و جلگه ای شمال دارای خاک بسیار حاصلخیز برای کشاورزی، خصوصا برنج می باشد. مرکبات این روستا مانند دیگر مناطق مرکزی تنکابن از کیفیت مطلوبی برخوردار میباشد. از آثار تاریخی این روستا میتوان به پل معلق و تاریخی لپاسر با کد ثبت ۲۲۰۴۱ اشاره کرد که در سال ۱۳۸۶ جز آثار تاریخی قرار گرفت. این پل در سال ۱۲۸۷ هجری شمسی و در دوره قاجار ساخته شد.

## جمعیت
این روستا در دهستان گلیجان قرار دارد و براساس سرشماری مرکز آمار ایران در سال ۱۳۸۵، جمعیت آن ۴۷۳ نفر (۱۳۸خانوار) بوده‌است.